# 산타테레사갈루라
산타테레사갈루라(이탈리아어: Santa Teresa Gallura, 갈루레세어: Lungoni, 사르데냐어: Lungone)는 이탈리아 사사리도의 보니파시오 해협에 있는 사르데냐 북단에 위치한 도시이다. 해변에서 프랑스령 코르시카 섬의 남쪽 해안을 볼 수 있다. 이 도시는 고대 도시 티불라의 여러 가능한 위치 중 하나이다.
상주 인구는 약 5,000명이며, 여름 관광으로 인해 10,000명에서 15,000명으로 증가한다. 주요 시내 광장에는 다양한 관광 상점과 레스토랑이 있으며, 이들 중 상당수는 비수기에는 문을 닫는다. 도시 바로 북쪽에는 산타테레사의 해변인 레나 비앙카가 있다.